# Джон Литтлджон
Джон Литтлджон (англ. John Littlejohn, настоящее имя Джон Уэсли Фанчесс (англ. John Wesley Funchess) ; 16 апреля 1931, Лейк, Миссисипи, США  — 1 февраля 1994, Чикаго, Иллинойс, США) — американский блюзовый гитарист, вокалист и автор песен. Номинант Blues Music Awards в номинации «Альбом современного блюза» (1982) . Признаётся мастером слайд-гитары 

## Биография
Родился в городке Лейк, расположенном в двух округах Миссисипи — в округе Скотт и округе Ньютон. Сам Джон Литтлджон утверждает, что он родился в Джексоне, Миссисипи . Впервые услышал блюз в 11-12 лет в рыбном ресторане в исполнении друга отца Генри Мартина, и от него же получил первые уроки. Когда Джону исполнилось 14 лет, его отец выиграл гитару в крэпс и Джон Литтлджон без разрешения брал инструмент втайне от отца. Первой песней, что он сыграл по воспоминаниям музыканта был блюзовый стандарт «Baby, Please Don’t Go», которую он услышал по радио в исполнении Лайтнина Хопкинса
В 1946 году стал работать в Джексоне, Миссисипи, где развозил лёд на грузовике, периодически возвращаясь в дом родителей, где продолжал осваивать гитару. В 1949 году он покинул дом и отправился странствовать по Соединённым штатам: собирал хлопок в Блайтвилле, Арканзас, собирал вишню в Солоне, штат Нью-Йорк, в Рочестере, Нью-Йорк работал на бульдозере, и наконец в 1951 году осел в Гэри, Индиана, где начал работать на сталелитейном заводе и сумел купить себе гитару Gibson Les Paul, усилитель той же марки, микрофонную стойку и микрофон. Затем музыкант собрал небольшую группу, которую пригласили играть в Club 99 в Джолиете . С 1952 года музыкант начал профессиональную карьеру, регулярно играл в чикагских клубах, выступая с Эдди Бойдом, Хаулином Вулфом, Джимми Ридом, Бадди Гаем, Эй Си Ридом, но несмотря на все усилия этих музыкантов Chess Records отказывалась подписать контракт с Джоном Литтджоном. Впервые музыкант записался в студии в 1966 году, когда он выпустил несколько синглов на разных лейблах. В Гэри он познакомился с Джо Джексоном. В середине и конце 1960-х группа Джона Литтлджона аккомпанировала Jackson 5 на их репетициях. 
В 1969 году Arhoolie Records выпустила дебютный альбом музыканта. «Это был великолепный дебют, гитарист выдал дикий гибрид чикагского блюза/дельта-блюза, уходящий корнями в начало 50-х, а не в его фактические временные рамки» . Но следующий альбом музыканта вышел лишь в 1985 году. До 1985 году в студии музыкант не записывался, все альбомы вышедшие в этот период записаны на концертах, в том числе получивший номинацию на Blues Music Award альбом Blues Show! Live At The Pit Inn, записанный с Кэри Беллом.
1 февраля 1994 Джон Литтлджон умер вследствие почечной недостаточности
«Потрясающее мастерство Джона Литтлджона в игре на слайд-гитаре почему-то так и не вывело его в высшую лигу блюза…любой, кто посетил одну из его ночных сессий в качестве специального музыкального гостя в Чикаго, никогда не забудет сокрушительную страсть в его подаче» .

## Дискография

### Сольные LP
- Chicago Blues Stars (Arhoolie Records, 1969)
- Funky From Chicago (BluesWay Records, 1973)
- Dream (MCM, 1977)
- Sweet Little Angel (Black & Blue Records, 1978)
- Easy Blues (Black & Blue, 1978)
- Blues Show! Live At The Pit Inn (P-Vine Records|, 1982) c Кэри Беллом
- So-Called Friends (Rooster Blues, 1985)
- John Littlejohn's Blues Party (Wolf Records, 1989)
- When Your Best Friend Turns His Back On You (JSP Records, 1989)
- Dream (Storyville Records, 1995; запись концерта 1976 года)
- Sweet Little Angel (Black & Blue Records, 2006)

### Синглы
- «Kitty O» / «Johnny’s Jive» (Margaret Records, 1966)
- «What In The World (You Gonna Do)» / «Can’t Be Still» (Terrell Records, 1966)
- «Father Popcorn (Just Got To Town)» (T-S-D Records, 1968; B-side: «I Am Back Home» в исполнении Бо Дада и Джонни Твиста)
- «29 Ways» / «I Need Lovin'» (T-S-D Records, 1968)
- «Dream / Catfish Blues» (Joliet Records, 1968)
- «Shake Your Moneymaker» (Love Records, 1970)
- «She’s 19 Years Old» / «I Wanna Go Home» (Ace Records, 1975)
- «Poor Man’s Blues» (Full Scope Records, 1980)
- «Bloody Tears» / «Just Got In Town» (Weis Records)